# Арджилли, Марчелло
Марчелло Арджилли (итал. Marcello Argilli, 1926—2014) — итальянский журналист и писатель книг для молодёжи. Работал в области правоведения и путешествий по миру, но в итоге посвятил себя литературе. В 1951 году Джанни Родари пригласил его работать в журнал «Пионер», чуть позже они стали друзьями.
Арджилли начал писать только после того, как книга Джанни Родари «Чиполлино» приобрела успех. Начинал свою карьеру он с коротких историй. Позже писал сценарии для мультфильмов и детских телепередач, был одним из авторов серии комиксов о роботе Атомино, выходивших в итальянской газете L’Unità (1963—1965), позже в итальянском женском журнале Noi Donne (1967—1974), а также в восточногерманском детском журнале FRÖSI (1964—1983).